# Microlicia aurea
Microlicia aurea är en tvåhjärtbladig växtart som beskrevs av John Julius Wurdack. Microlicia aurea ingår i släktet Microlicia och familjen Melastomataceae. Inga underarter finns listade i Catalogue of Life.